# Premsa groga

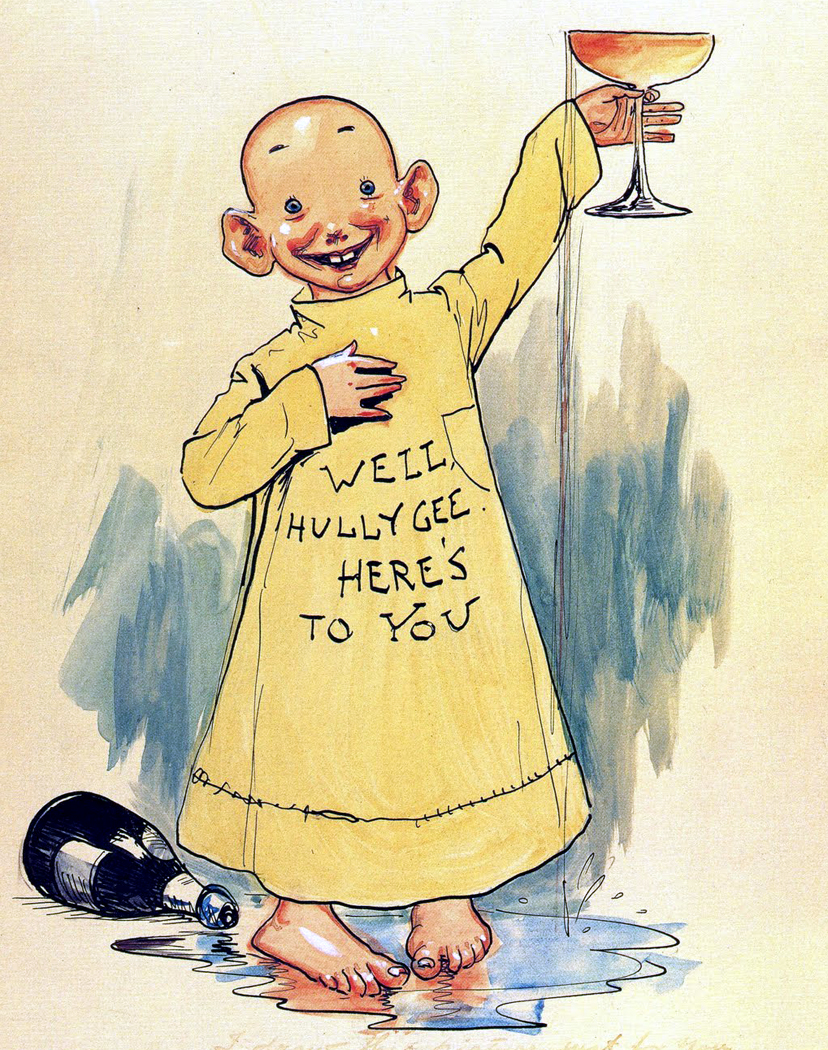
The Yellow Kid

Premsa groga  és aquell tipus de premsa sensacionalista que inclou titulars de catàstrofes i un gran nombre de fotografies amb informació detallada sobre accidents, crims, adulteris i embolics polítics. Als països de llengua anglesa, s'associa als anomenats «tabloides», diaris d'un format més petit que el dels altres diaris.
El terme es va originar durant la «batalla periodística» entre el diari New York World, de Joseph Pulitzer, i el New York Journal, de William Randolph Hearst, de 1895 a 1898, i es pot referir específicament a aquesta època. Tots dos diaris van ser acusats, per altres publicacions més serioses, de magnificar certa classe de notícies per augmentar les vendes i de pagar als implicats per aconseguir exclusives. Erwin Wardman, director del diari New York Press va encunyar el terme «periodisme groc», a principis de 1897, per descriure el treball tant de Pulitzer, com de Hearst. L'èxit del personatge The Yellow Kid en ambdós diaris va contribuir a crear el terme.
Wardman, però, no va definir el terme i el 1898 va elaborar l'article «We called them Yellow because they are yellow». (El títol és un joc de paraules intraduïble al català. Yellow significa tant 'groc' com 'cruel' i 'covard'.)
En alguns països, com Mèxic durant el govern de Ernesto Zedillo Ponce de León, han existit pressions per part del govern per a evitar el desmesurat groguisme en els mitjans de comunicació electrònics.
Al Japó la premsa groga sol consistir en revistes setmanals que tracten temes com el xafardeig, la política i la pornografia. Kodansha és una editorial que edita Friday, una revista sensacionalista molt destacada.